# هیکاری ایشیدا
هیکاری ایشیدا (انگلیسی: Hikari Ishida؛ زادهٔ ۲۵ مهٔ ۱۹۷۲) یک هنرپیشه، و خواننده اهل ژاپن است.